# Sierra McCormick
Sierra McCormick, née le 28 octobre 1997 à Asheville en Caroline du Nord, est une actrice américaine. Elle est principalement connue pour son rôle d'Olive Daphne Doyle dans Section Genius.

## Biographie

### Enfance
Sierra Nicole McCormick est née à Asheville, en Caroline du Nord. Elle a déménagé à Los Angeles pendant son jeune âge, après avoir exprimé son intérêt pour le métier d'actrice.

### Carrière
Sierra McCormick a commencé à jouer en 2007 à l'âge de neuf ans, faisant une apparition non créditée dans la série télévisée Pour le meilleur et le pire.
Sierra a également fait une apparition dans la série Hannah Montana en 2009 où elle jouait Gillian, une petite fille dans le public qui pose une question à Hannah lors de son interview.
En 2010, elle joue dans la comédie Ramona et Beezus dans le rôle de Susan Kushner, la rivale du personnage principal, Ramona Quimby, où ses cheveux ont dû être frisés pour le rôle. La même année, elle joue dans le film télévisé Une nounou pour Noël dans le rôle de Jackie Ryland.
En 2011, elle obtient le rôle d'Olive Doyle dans une nouvelle série de Disney Channel, Section Genius. Elle a été remarquée après une audition où elle ne cessait de parler des tigres. Dan Signer a déclaré : « Et comme je l'ai entendue parler sans cesse des tigres, j'ai pensé :« C'est comme ça que je voyais Olive ». » C'est ainsi qu'elle obtient le rôle auprès de China Anne McClain et Jake Short.
De 2011 à 2014, McCormick a eu un rôle récurrent dans la sitcom de Disney Channel Jessie dans le rôle de Connie, une fille obsédée par l'un des personnages principaux, Luke.
En 2021, elle obtient le rôle de Scarlett Winslow dans la série télévisée American Horror Stories aux côtés de Paris Jackson et Kaia Gerber.

## Filmographie

### Cinéma
- 2009 : Le monde (presque) perdu : l'enfant des fosses
- 2010 : Ramona et Beezus : Susan Kushner
- 2013 : The Breakdown : une petite fille
- 2015 : Some Kind of Hate : Moira
- 2018 : The Honor List : Charlotte
- 2019 : The Vast of Night : Fay Crocker
- 2019 : All Good Things : Bailey
- 2019 : VFW : Lizard
- 2020 : Exploited : Chloe
- 2021 : We Need to Do Something : Melissa
- 2023 : Last Stop : Yuma County (The Last Stop in Yuma County) de Francis Galluppi : Sybil

### Télévision

#### Séries télévisées
- 2007 : Pour le meilleur et le pire : Une enfant (épisode : "Summer of Love")
- 2007 : Boston Justice : Daniella (épisode : "Danse avec les loups")
- 2007 à 2009 : Larry et son nombril : Emma (2 épisodes)
- 2008 : Supernatural : Lilith / Zoey (2 épisodes)[6]
- 2009 : Esprits criminels (Criminal Minds) : Lynn Robillard (épisode : "Bloodline")
- 2009 : Hannah Montana : Gillian (épisode : "Pour que tu mentes encore")
- 2009 : Monk : Anne-Marie (épisode : "Mr. Monk and the Dog")
- 2010 : Medium : Allison (adolescente) (épisode : "There Will Be Blood ... Type A")
- 2010 : Les Experts (CSI: Crime Scene Investigation) : Layman Gracie (épisode : "Irradiator")
- 2010 : Romantically Challenged : Scout Thomas
- 2011 à 2014 : Section Genius : Olive Doyle (62 épisodes)
- 2011 à 2014 : Jessie : Connie Thompson (3 épisodes)
- 2021 : American Horror Stories : Scarlett Winslow / la Femme en Latex (saison 1, 3 épisodes)
- 2024 : NCIS : Enquêtes spéciales : Sally Clarck (saison 22, épisode 8)

#### Téléfilms
- 2009 : Le Sauveur de Noël : Kara Bannister
- 2009 : Jack et Janet sauvent la planète : Molly
- 2010 : Une nounou pour Noël : Jackie Ryland
- 2011 : Les copains et le chien maudît : Alice
- 2016 : Cruelles amitiés : Sarah
- 2017 : On a échangé nos noëls : Kara Gentry
- 2018 : Un voisin qui vous veut du mal : Allie
- 2018 : Mon fils sous emprise (Pretty Little Stalker) : Bridget
- 2019 : Ma fille, enlevée à 12 ans : Katie Sullivan